# Villy Vilddyr - og landet med de vilde krabater
Villy Vilddyr – og landet med de vilde krabater (eng: Where the Wild Things Are) er amerikansk fantasyfilm fra 2009 instrueret af Spike Jonze, der også har skrevet manuskriptet sammen med Dave Eggers. Filmen er baseret på Maurice Sendaks børnebog af sammen navn og Sendaks har også medvirket som producer på filmen, ligesom skuespilleren Tom Hanks.

## Medvirkende
- Max Records som Max
- Catherine Keener som Connie, Max' mor
- Pepita Emmerichs som Claire
- Mark Ruffalo som Connies kæreste
- Steve Mouzakis som Mr. Elliott
- James Gandolfini som Carol
- Lauren Ambrose som KW
- Chris Cooper som Douglas
- Forest Whitaker som Ira
- Catherine O'Hara som Judith
- Paul Dano som Alexander
- Michael Berry Jr. som Tyren

## Ekstern henvisning
- Villy Vilddyr - og landet med de vilde krabater på Internet Movie Database (engelsk)
- Villy Vilddyr - og landet med de vilde krabater på Filmdatabasen
- Villy Vilddyr - og landet med de vilde krabater på Scope
- Villy Vilddyr - og landet med de vilde krabater i Svensk Filmdatabas (svensk)
- Villy Vilddyr - og landet med de vilde krabater på AlloCiné (fransk)
- Villy Vilddyr - og landet med de vilde krabater på MovieMeter (nederlandsk)
- Villy Vilddyr - og landet med de vilde krabater på AllMovie (engelsk)
- Villy Vilddyr - og landet med de vilde krabater hos American Film Institute (engelsk)
- Villy Vilddyr - og landet med de vilde krabater hos British Film Institute (engelsk)
- Villy Vilddyr - og landet med de vilde krabaters profil hos Encyclopædia Britannica Online (engelsk)